# 木村紅美
木村 紅美（きむら くみ、1976年1月5日 - ）は、日本の小説家。宮城県仙台市出身。宮城県仙台向山高等学校、明治学院大学文学部芸術学科卒業。

## 略歴
- 1976年、兵庫県尼崎市に生まれる。
- その後、神奈川県横浜市、東京都杉並区、福岡県福岡市、千葉県千葉市と転じる。
- 小学校6年の途中から宮城県仙台市に。同地で中学校、高等学校を卒業。
- 大学では四方田犬彦に師事。
- ヴィレッジヴァンガード下北沢店に勤務。
- 2006年、「風化する女」で第102回文學界新人賞受賞。
- 2008年、「月食の日」で第139回芥川賞候補。
- 2013年、『夜の隅のアトリエ』で第35回野間文芸新人賞候補。
- 2017年、「雪子さんの足音」で第158回芥川賞候補。
- 2018年、『雪子さんの足音』で第40回野間文芸新人賞候補。
- 2019年、映画『雪子さんの足音』公開。
- 2020年、「しんぶん赤旗」で「あの子が石になるまえに」を7か月連載。
- 2022年、『あなたに安全な人』で第32回Bunkamuraドゥマゴ文学賞受賞。
- 2023年、『夜のだれかの岸辺』で第40回織田作之助賞候補。

## 作品リスト
- 『風化する女』（2007年4月、文藝春秋）
  - 「風化する女」（『文學界』2006年6月号）
  - 「海行き」（『文學界』2006年11月号）
- 『島の夜』（2007年9月、角川書店）
- 『イギリス海岸 イーハトーヴ短篇集』（2008年2月、メディアファクトリー）
  - 「福田パン」（『ダ・ヴィンチ』2007年8月号）
  - 「イギリス海岸」（『ダ・ヴィンチ』2007年9月号）
  - 「中庭」（『ダ・ヴィンチ』2007年10月号）
  - 「ソフトクリーム日和」（『ダ・ヴィンチ』2007年11月号）
  - 「帰郷」（『ダ・ヴィンチ』2007年12月号）
  - 「クリスマスの音楽会」（書き下ろし）
- 『花束』（2008年10月、朝日新聞出版）
  - 初出:「朝日オトナの本棚」2007年9月25日号 - 2008年6月20日号、エピローグは書き下ろし
- 『月食の日』（2009年9月、文藝春秋）
  - 「月食の日」（『文學界』2008年5月号）
  - 「たそがれ刻はにぎやかに」（『文學界』2009年6月号）
- 『見知らぬ人へ、おめでとう』（2010年11月、講談社）
  - 「見知らぬ人へ、おめでとう」（『群像』2010年3月号）
  - 「野いちごを煮る」（『群像』2010年10月号）
  - 「天使」（書き下ろし）
- 『黒うさぎたちのソウル』（2011年2月、集英社）
  - 「黒うさぎたちのソウル」（『すばる』2010年6月号）
  - 「ボリビアのオキナワ生まれ」（『すばる』2009年9月号）
- 『春待ち海岸カルナヴァル』（2011年12月、新潮社）
  - 初出:『旅』2009年3月号 - 2010年3月号および「新潮ケータイ文庫」2009年6月19日 - 2010年1月21日に並行連載
- 『夜の隅のアトリエ』（2012年12月、文藝春秋）
- 『まっぷたつの先生』（2016年6月、中央公論新社）
  - 初出:『アンデル 小さな文芸誌』2015年1月号 - 2015年12月号
- 『雪子さんの足音』（2018年2月、講談社）
  - 初出:『群像』2017年9月号
- 『あなたに安全な人』（2021年10月、河出書房新社）
  - 初出:『文藝』2021年秋季号
- 『夜のだれかの岸辺』（2023年3月、講談社）
  - 初出:『群像』2023年1月号
- 『熊はどこにいるの』（2025年2月、河出書房新社）[2]
  - 初出:『文藝』2024年秋季号

## 単行本未収録作品
- 「ねぐら探し」（『文學界』2007年6月号）
- 「卵を産む少女」（『小説すばる』2008年6月号）
- 「ハワイアンブルース」（『すばる』2008年9月号）
- 「こごえる旅」（『小説すばる』2009年1月号）
- 「漂流課長」（『小説宝石』2009年2月号）
- 「てぃびち屋の息子」（『小説宝石』2010年6月号）
- 「背中の裸婦」（『文學界』2011年5月号）
- 「八月は緑の国」（『文學界』2011年12月号）
- 「ナイト・ライド・ホーム」（『文學界』2013年9月号）
- 「八月の息子」（『文學界』2015年9月号）
- 「馬を誘う女」（『文學界』2016年8月号）
- 「灯台とチョコレート」（『小説ＢＯＣ』2017年4号）
- 「夢を泳ぐ少年」（『すばる』2017年3月号）
- 「羽衣子」（『すばる』2018年3月号）
- 「わたしの拾った男」（『文學界』2018年11月号）
- 「夜の底の兎」（『群像』2019年9月号）
- 「あの子が石になるまえに」（『しんぶん赤旗』2020年3-10月）